# Emily Young (réalisatrice)
Pour les articles homonymes, voir Young et Emily Young.
Emily Young, née en 1970 à Islington dans le Grand Londres, est une réalisatrice et scénariste britannique

## Biographie
Troisième de quatre enfants, Emily Young est la fille de la journaliste et auteur de livre pour enfants Helen Mason (en) et du journaliste et éditorialiste politique Hugo Young (en).
Emily Young a étudié à l'université d'Edimbourg avant de compléter sa formation pour la réalisation cinématographique à l'école nationale de cinéma de Łódź, en Pologne.
En 2004, elle remporte le British Academy Film Award du meilleur nouveau scénariste, réalisateur ou producteur britannique pour son film Kiss of Life, sorti l'année précédente.
En 2009, elle tourne à New York Veronika décide de mourir (Veronika Decides to Die), une adaptation du roman de Paulo Coelho portant le même titre, avec dans le rôle principal Sarah Michelle Gellar.

## Filmographie
- 1996 : Ziemia na górze (court métrage)
- 1999 : Second Hand (court métrage)
- 2003 : Kiss of Life
- 2009 : Veronika décide de mourir (Veronika Decides to Die)

## Récompenses et distinctions

### Récompenses
- 1999 : Cinéfondation (Festival de Cannes) : Premier Prix de la Cinéfondation pour Second Hand
- 2004 : BAFTA Award du meilleur nouveau scénariste, réalisateur ou producteur britannique pour Kiss of Life

### Nominations
- 2003 : Festival du film britannique de Dinard : Hitchcock d'Or pour Kiss of Life
- 2003 : Festival international du film de Copenhague Golden Swan Award pour Kiss of Life
- 2004 : British Independent Film Awards Douglas Hiscox Award pour Kiss of Life